# Tajmuraz Salkazanov
Tajmuraz Mairbekovic Salkazanov (in russo Таймураз Маирбекович Салказанов?; Ossezia Settentrionale-Alania, 6 aprile 1996) è un lottatore russo naturalizzato slovacco, specializzato nella lotta libera.

## Biografia
Dal 2018 compete per la Slovacchia. In precedenza, nel 2015, aveva vestito i colori della nazionale russa.
Ai campionati mondiali di Nur-Sultan 2019 ha vinto la medaglia di bronzo nella lotta libera categoria fino 79 chilogrammi.
Si è laureato campione continentale agli europei di Varsavia 2021, trionfando nel torneo dei 74 kg, superando Miroslav Kirov. Ai mondiali di Oslo 2021 ha vinto la medaglia d'argento nel torneo dei 74 kg, perdendo in finale contro lo statunitense Kyle Dake. 
Ai campionati europei di Budapest 2022 ha vinto il suo secondo titolo continentale nei 74 kg, battendo l'italiano Frank Chamizo nell'incontro decisivo.

## Palmarès
| Anno | Manifestazione | Sede       | Evento | Risultato | Note |
| ---- | -------------- | ---------- | ------ | --------- | ---- |
| 2018 | Europei        | Kaspijsk   | 70 kg  | 7º        |      |
| 2018 | Europei U23    | Istanbul   | 70 kg  | 10º       |      |
| 2018 | Mondiali       | Budapest   | 70 kg  | 14º       |      |
| 2018 | Mondiali U23   | Bucarest   | 70 kg  | Oro       |      |
| 2019 | Mondiali       | Nur-Sultan | 79 kg  | Bronzo    |      |
| 2021 | Europei        | Varsavia   | 74 kg  | Oro       |      |
| 2021 | Mondiali       | Oslo       | 74 kg  | Argento   |      |
| 2022 | Europei        | Budapest   | 74 kg  | Oro       |      |

## Altre competizioni internazionali
2015
- 11º nei 70 kg al Torneo Ali Aliev ( Kaspijsk)

2018
- Bronzo nei 70 kg al Torneo Dan Kolov - Nikola Petrov ( Sofia)
- Bronzo nei 70 kg al Torneo Ali Aliev ( Kaspijsk)
- Bronzo nei 70 kg al RS - G. Kartozia & V. Balavadze Price ( Tbilisi)
- 18º nei 70 kg al RS - G. Kartozia & V. Balavadze Price ( Minsk)

2019
- Bronzo nei 74 kg al RS - Yasar Dogu ( Istanbul)

2020
- Bronzo nei 74 kg nella Coppa del mondo individuale ( Belgrado)

2021
- 11º nei 74 kg al Torneo di qualificazione olimpica europeo ( Budapest)
- Bronzo nei 74 kg al Torneo di qualificazione olimpica mondiale ( Sofia)
- Bronzo nei 74 kg al Alexander Medved Prizes ( Minsk)